# 乌留平斯克区
乌留平斯克区（俄语：Урюпинский район）是俄罗斯联邦伏尔加格勒州下辖的一个区，其行政中心为乌留平斯克。据2016年统计，该区的人口为26937人。